# Neotoxoptera oliveri
Neotoxoptera oliveri är en insektsart som först beskrevs av Essig 1935.  Neotoxoptera oliveri ingår i släktet Neotoxoptera och familjen långrörsbladlöss. Inga underarter finns listade i Catalogue of Life.